# Diplotaxodon ecclesi
Diplotaxodon ecclesi es una especie de peces de la familia Cichlidae en el orden de los Perciformes.

## Morfología
Los machos pueden llegar alcanzar los 14,6 cm de longitud total.

## Alimentación
Come, principalmente,  Engraulicypris sardella .

## Hábitat
Vive en zonas de clima tropical hasta los 80 m de profundidad.

## Distribución geográfica
Se encuentran en África: lago Malawi.